# 机間巡回
机間巡回（きかんじゅんかい）ないし机間巡視（きかんじゅんし）とは、学校教育の現場において、授業中に教師が生徒の机の間を巡回することを指す専門用語の一つ。その主な目的としては、個々の生徒の理解度を把握したり、手助けが必要な生徒に適切な指示を出したりするなどがある。
一般に教師の行う一斉指導は学習理解度において中位の生徒の水準に合わせて行われるが、その水準から離れた生徒に対しては何らの確認もなしに授業が進行する事態にもなりうる。そのため、教師が生徒の側まで近寄って個人に合わせたきめ細かな指導を行う必要が生じ、それ合わせて机間指導が実施される。
これは学習の指導と評価の一体化の上で重要な意味を持ち、その授業の目的に合わせすべての児童生徒の学習が適切に進んでいるか、教師の指導に関して早急な改善を要することがないか、その次の時間の学習計画に変更すべき点はないかなど、多様な観点から判断を下す極めて重要な指導の場面とされる。